# Sebastián Martos
Sebastián Martos Roa (20 de junio de 1989, Huelma, Jaén, Andalucía) es un atleta español que compite en los 3000 m obstáculos. Fue Campeón de Europa sub-23 en 2011, Campeón de España en 2015 y participó en los Mundiales de Moscú 2013 y Pekín 2015 sin alcanzar las finales. En cambio, en el Europeo de Zúrich 2014 consiguió el 4º puesto.

## Palmarés nacional
- Campeón de España Absoluto de 3000 m obstáculos (2015, 2016, 2017, 2021, 2022)
- Campeón de España Sub-23 de 3000 m obstáculos (2010, 2011)
- Campeón de España Sub-23 de 3000 m en pista cubierta (2010, 2011)
- Campeón de España Sub-20 de 3000 m obstáculos (2008)
- Campeón de España Universitario de 3000 m obstáculos (2013)

## Competiciones internacionales
| Representando a España | Representando a España          | Representando a España | Representando a España | Representando a España | Representando a España |
| Año                    | Competición                     | Lugar                  | Posición               | Evento                 | Tiempo                 |
| ---------------------- | ------------------------------- | ---------------------- | ---------------------- | ---------------------- | ---------------------- |
| 2008                   | Campeonato Mundial Junior       | Bydgoszcz              | 13.º (s.)              | 3000 m obst.           | 8:57.85                |
| 2009                   | Campeonato Europeo Sub-23       | Kaunas                 | 4.º                    | 3000 m obst.           | 8:42.69                |
| 2011                   | Campeonato Europeo Sub-23       | Ostrava                | Medalla de oro         | 3000 m obst.           | 8:35.35                |
| 2013                   | Campeonato Mundial              | Moscú                  | 25.º (s.)              | 3000 m obst.           | 8:32.63                |
| 2014                   | Campeonato Europeo              | Zúrich                 | 4.º                    | 3000 m obst.           | 8:30.08                |
| 2015                   | Campeonato Mundial              | Pekín                  | 26.º (s.)              | 3000 m obst.           | 8:50.20                |
| 2016                   | Campeonato Europeo              | Ámsterdam              | 4.º                    | 3000 m obst.           | 8:31.93                |
| 2016                   | Juegos Olímpicos                | Río de Janeiro         | 17.º (s.)              | 3000 m obst.           | 8:28.44                |
| 2017                   | Campeonato Europeo por Naciones | Lille                  | 2.º                    | 3000 m obst.           | 8:27.46                |
| 2017                   | Campeonato Mundial              | Londres                | 42.º (sf.)             | 3000 m obst.           | 8:51.57                |
| 2018                   | Campeonato Europeo              | Berlín                 | 14.º                   | 3000 m obst.           | 8:46.76                |
| 2021                   | Juegos Olímpicos                | Tokio                  | 23.º (s.)              | 3000 m obst.           | 8:23.07                |
| 2022                   | Campeonato Mundial              | Eugene                 | 14.º                   | 3000 m obst.           | 8:36.66                |
| 2022                   | Campeonato Europeo              | Múnich                 | 6.º                    | 3000 m obst.           | 8:26.68                |

## Mejores marcas personales
| Mejores marcas personales | Mejores marcas personales | Mejores marcas personales      | Mejores marcas personales |
| Distancia                 | Tiempo                    | Lugar                          | Fecha                     |
| ------------------------- | ------------------------- | ------------------------------ | ------------------------- |
| 1500 m                    | 3:43.45                   | Castellón, España              | 8 de mayo de 2011         |
| 3000 m                    | 8:01.74                   | Los Corrales de Buelna, España | 24 de mayo de 2014        |
| 3000 m pista cubierta     | 7:50.68                   |                                |                           |
| 3000 m obst.              | 8:16.46                   | La Nucía, España               | 12 de junio de 2022       |